# Comune distrettuale di Širvintos
Il comune distrettuale di Širvintos è uno dei 60 comuni della Lituania, situato nella regione dell'Aukštaitija.